# Atletisme als Jocs Olímpics d'estiu de 2012 – 400 metres masculins
La prova dels 400 metres masculins dels Jocs Olímpics de Londres del 2012 es va disputar entre el 4 i el 6 d'agost a l'Estadi Olímpic de Londres.

## Format de la cursa
La cursa dels 400 metres masculins consisteix en unes sèries, que donen pas a les semifinals i la final. Es disputen set sèries i els tres més ràpids de cadascuna d'elles, així com els tres millors temps passen a les semifinals. Tres són les semifinals, passant de manera directa a la final els dos primers, mentre que els dos millors temps també passen a la final.

## Rècords
Abans de la prova els rècords del món i olímpic existents eren els següents:
| Rècord del món | Michael Johnson (USA) | 43" 18 | Sevilla, Espanya      | 26 d'agost de 1999   |
| Rècord olímpic | Michael Johnson (USA) | 43" 49 | Atlanta, Estats Units | 29 de juliol de 1996 |

## Horaris
Tots els horaris són segons l'horari britànic (UTC+1)
| Data                        | Hora  | Ronda      |
| --------------------------- | ----- | ---------- |
| Dissabte, 4 d'agost de 2012 | 10:35 | Sèries     |
| Diumenge, 5 d'agost de 2012 | 20:40 | Semifinals |
| Dilluns, 6 d'agost de 2012  | 21:30 | Final      |

## Medallistes
| Or                 | Plata                 | Bronze               |
| Kirani James (GRN) | Luguelin Santos (JAM) | Lalonde Gordon (TRI) |

## Resultats

### Sèries
Es classifiquen els tres primers de cada sèrie (Q) i els tres millors temps (q).

#### Sèrie 1
| Posició | Nom                               | Temps de reacció | Temps | Notes | Qual. |
| ------- | --------------------------------- | ---------------- | ----- | ----- | ----- |
| 1       | Luguelín Santos (DOM)             | 0.187            | 45.04 |       | Q     |
| 2       | Oscar Pistorius (RSA)             | 0.236            | 45.44 | SB    | Q     |
| 3       | Maksim Dyldin (RUS)               | 0.190            | 45.52 |       | Q     |
| 4       | Rusheen McDonald (JAM)            | 0.243            | 46.67 |       |       |
| 5       | Vitaliy Butrym (UKR)              | 0.165            | 47.62 |       |       |
| N/D     | Ahmed Mohamed Al-Merjabi (OMA)[a] | N/D              | N/D   | DNS   |       |
| N/D     | Renny Quow (TRI)                  | N/D              | N/D   | DNS   |       |

[a] Ahmed Mohamed Al-Merjabi es va veure obligat a no prendre la sortida per culpa d'una lesió produïda en un entrenament tres dies abans.

#### Sèrie 2
| Posició | Nom                       | Temps de reacció | Temps | Notes | Qual. |
| ------- | ------------------------- | ---------------- | ----- | ----- | ----- |
| 1       | Kirani James (GRN)        | 0.173            | 45.23 |       | Q     |
| 2       | Ramon Miller (BAH)        | 0.160            | 45.57 |       | Q     |
| 3       | Liemarvin Bonevacia (IOA) | 0.232            | 45.60 | PB    | Q     |
| 4       | Isaac Makwala (BOT)       | 0.211            | 45.67 |       |       |
| 5       | Deon Lendore (TRI)        | 0.205            | 45.81 |       |       |
| 6       | Daundre Barnaby (CAN)     | 0.171            | 46.04 |       |       |
| 7       | Bereket Desta (ETH)       | 0.224            | 47.40 |       |       |
| 8       | Bahaa Al Farra (PLE)      | 0.212            | 49.93 | SB    |       |

#### Sèrie 3
| Posició | Nom                               | Temps de reacció | Temps | Notes | Qual. |
| ------- | --------------------------------- | ---------------- | ----- | ----- | ----- |
| 1       | Jonathan Borlée (BEL)             | 0.179            | 44.43 | NR    | Q     |
| 2       | Pavel Maslák (CZE)                | 0.186            | 44.91 | NR    | Q     |
| 3       | Pavel Trenikhin (RUS)             | 0.194            | 45.00 | PB    | Q     |
| 4       | Dane Hyatt (JAM)                  | 0.261            | 45.14 |       | q     |
| 5       | Donald Sanford (ISR)              | 0.168            | 45.71 | NR    |       |
| 6       | Nelson Stone (PNG)                | 0.193            | 46.71 | SB    |       |
| 7       | Sergej Zaikov (KAZ)               | 0.209            | 47.12 |       |       |
| 8       | Ak Hafiy Tajuddin Rositi (Brunei) | 0.188            | 48.67 | PB    |       |

#### Sèrie 4
| Posició | Nom                        | Temps de reacció | Temps | Notes | Qual. |
| ------- | -------------------------- | ---------------- | ----- | ----- | ----- |
| 1       | Demetrius Pinder (BAH)     | 0.151            | 44.92 |       | Q     |
| 2       | Bryshon Nellum (USA)       | 0.191            | 45.29 |       | Q     |
| 3       | Yousef Ahmed Masrahi (KSA) | 0.147            | 45.43 | PB    | Q     |
| 4       | Tabarie Henry (ISV)        | 0.176            | 45.43 |       | q     |
| 5       | Albert Bravo (VEN)         | 0.197            | 45.61 | PB    | q     |
| 6       | Jermaine Gonzales (JAM)    | 0.171            | 46.21 |       |       |
| 7       | Kristijan Efremov (MKD)    | 0.229            | 47.92 | PB    |       |
| 8       | Zaw Win Thet (MYA)         | 0.181            | 50.07 |       |       |

#### Sèrie 5
| Posició | Nom                   | Temps de reacció | Temps | Notes | Qual. |
| ------- | --------------------- | ---------------- | ----- | ----- | ----- |
| 1       | Chris Brown (BAH)     | 0.171            | 45.40 |       | Q     |
| 2       | Tony McQuay (USA)     | 0.155            | 45.48 |       | Q     |
| 3       | Nigel Levine (GBR)    | 0.148            | 45.58 |       | Q     |
| 4       | Yuzo Kanemaru (JPN)   | 0.156            | 46.01 |       |       |
| 5       | Jānis Leitis (LAT)    | 0.159            | 46.41 |       |       |
| 6       | Augusto Stanley (PAR) | 0.190            | 47.21 |       |       |

#### Sèrie 6
| Posició | Nom                     | Temps de reacció | Temps | Notes | Qual. |
| ------- | ----------------------- | ---------------- | ----- | ----- | ----- |
| 1       | Steven Solomon (AUS)    | 0.145            | 45.18 | PB    | Q     |
| 2       | Lalonde Gordon (TRI)    | 0.178            | 45.43 |       | Q     |
| 3       | Conrad Williams (GBR)   | 0.164            | 46.12 |       | Q     |
| 4       | Marcell Deák-Nagy (HUN) | 0.186            | 46.17 |       |       |
| 5       | Winston George (GUY)    | 0.245            | 46.86 |       |       |
| 6       | Sajjad Hashemi (IRN)    | 0.171            | 47.75 |       |       |
| N/D     | LaShawn Merritt (USA)   | 0.195            | N/D   | DNF   |       |

#### Sèrie 7
| Posició | Nom                      | Temps de reacció | Temps | Notes | Qual. |
| ------- | ------------------------ | ---------------- | ----- | ----- | ----- |
| 1       | Kevin Borlée (BEL)       | 0.166            | 45.14 |       | Q     |
| 2       | Martyn Rooney (GBR)      | 0.186            | 45.36 |       | Q     |
| 3       | Rabah Yousif (SUD)       | 0.203            | 45.46 |       | Q     |
| 4       | Nery Brenes (CRC)        | 0.237            | 45.65 |       |       |
| 5       | Erison Hurtault (DMA)    | 0.158            | 46.05 | SB    |       |
| 6       | Marcin Marciniszyn (POL) | 0.180            | 46.35 |       |       |
| N/D     | Mathieu Gnanligo (BEN)   | 0.168            | N/D   | DNF   |       |

### Semifinals
Es classifiquen els dos primers de cada sèrie (Q) i els dos millors temps (q).

#### Semifinal 1
| Posició | Línia | Nom                    | Temps de reacció | Temps | Notes | Qual. |
| ------- | ----- | ---------------------- | ---------------- | ----- | ----- | ----- |
| 1       | 7     | Lalonde Gordon (TRI)   | 0.168            | 44.58 | PB    | Q     |
| 2       | 5     | Demetrius Pinder (BAH) | 0.161            | 44.94 |       | Q     |
| 3       | 6     | Steven Solomon (AUS)   | 0.188            | 44.97 | PB    | q     |
| 4       | 9     | Rabah Yousif (SUD)     | 0.178            | 45.13 | =PB   |       |
| 5       | 4     | Pavel Maslák (CZE)     | 0.166            | 45.15 |       |       |
| 6       | 2     | Tabarie Henry (ISV)    | 0.167            | 45.19 | SB    |       |
| 7       | 8     | Pavel Trenikhin (RUS)  | 0.198            | 45.35 |       |       |
| 8       | 3     | Conrad Williams (GBR)  | 0.153            | 45.53 |       |       |

#### Semifinal 2
| Posició | Línia | Nom                   | Temps de reacció | Temps | Notes | Qual. |
| ------- | ----- | --------------------- | ---------------- | ----- | ----- | ----- |
| 1       | 7     | Kirani James (GRN)    | 0.170            | 44.59 | SB    | Q     |
| 2       | 6     | Chris Brown (BAH)     | 0.174            | 44.67 | SB    | Q     |
| 3       | 4     | Jonathan Borlée (BEL) | 0.164            | 44.99 |       | q     |
| 4       | 9     | Tony McQuay (USA)     | 0.230            | 45.31 |       |       |
| 5       | 8     | Maksim Dyldin (RUS)   | 0.168            | 45.39 |       |       |
| 6       | 3     | Nigel Levine (GBR)    | 0.146            | 45.64 |       |       |
| 7       | 2     | Albert Bravo (VEN)    | 0.185            | 46.22 |       |       |
| 8       | 5     | Oscar Pistorius (RSA) | 0.254            | 46.54 |       |       |

#### Semifinal 3
| Posició | Línia | Nom                        | Temps de reacció | Temps   | Notes | Qual. |
| ------- | ----- | -------------------------- | ---------------- | ------- | ----- | ----- |
| 1       | 5     | Luguelín Santos (DOM)      | 0.155            | 44.78   |       | Q     |
| 2       | 4     | Kevin Borlée (BEL)         | 0.147            | 44.84   |       | Q     |
| 3       | 6     | Bryshon Nellum (USA)       | 0.173            | 45.02   |       |       |
| 4       | 8     | Ramon Miller (BAH)         | 0.190            | 45.11   |       |       |
| 5       | 7     | Martyn Rooney (GBR)        | 0.186            | 45.31   |       |       |
| 6       | 2     | Dane Hyatt (JAM)           | 0.159            | 45.59   |       |       |
| 7       | 9     | Yousef Ahmed Masrahi (KSA) | 0.146            | 45.91   |       |       |
| 8       | 3     | Liemarvin Bonevacia (IOA)  | 0.153            | 1:36.42 |       |       |

### Final
| Posició | Línia | Nom                    | Temps de reacció | Temps | Notes |
| ------- | ----- | ---------------------- | ---------------- | ----- | ----- |
| Or      | 5     | Kirani James (GRN)     | 0.163            | 43.94 | NR    |
| Argent  | 7     | Luguelín Santos (DOM)  | 0.185            | 44.46 |       |
| Bronze  | 4     | Lalonde Gordon (TRI)   | 0.159            | 44.52 | PB    |
| 4       | 6     | Chris Brown (BAH)      | 0.166            | 44.79 |       |
| 5       | 9     | Kevin Borlée (BEL)     | 0.151            | 44.81 |       |
| 6       | 2     | Jonathan Borlée (BEL)  | 0.173            | 44.83 |       |
| 7       | 8     | Demetrius Pinder (BAH) | 0.153            | 44.98 |       |
| 8       | 3     | Steven Solomon (AUS)   | 0.143            | 45.14 |       |

NR - Rècord nacional / PB - Millor marca personal / SB - Millor marca de la temporada / DNS - No surt / DNF - No finalitza